# Sobaek

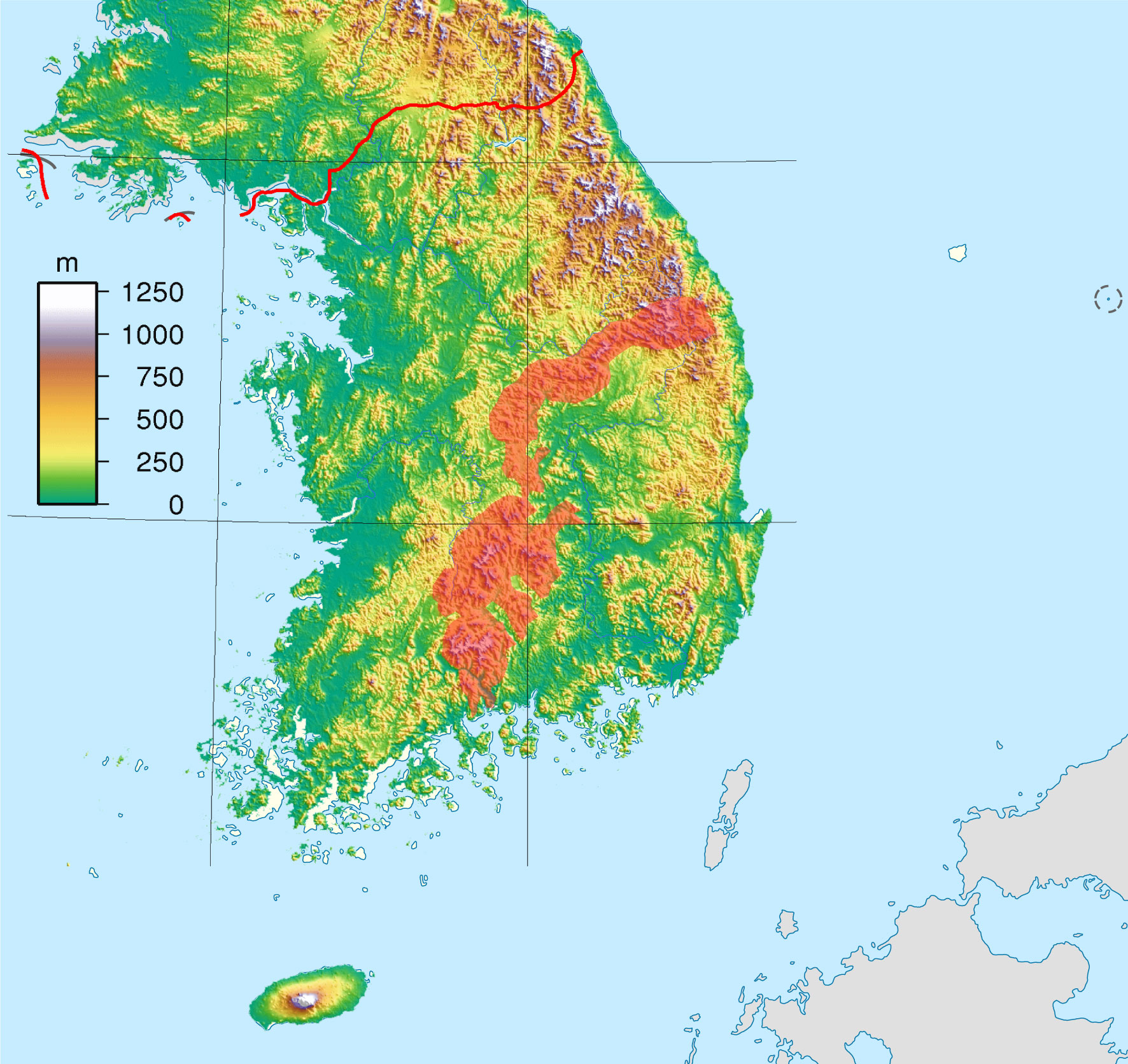
Położenie pasma Sobaek (na czerwono) na mapie Korei Południowej

Sobaek (Góry Południowokoreańskie; kor.: 소백산맥, Sobaek Sanmaek) – pasmo górskie w Korei Południowej. Rozciąga się łukiem od wschodniego wybrzeża do południowego wybrzeża na długości ok. 300–350 km. Najwyższy szczyt, Cziri-san, osiąga 1915 m n.p.m. Pasmo zbudowane jest głównie z granitów, gnejsów i kwarcytów. Charakteryzuje się występowaniem ostrych grzbietów i stromych zboczy. Stoki porośnięte są lasami szerokolistnymi (dąb, jesion) i mieszanymi (z domieszką świerku i sosny). W górach znajdują się pokłady złota i molibdenu.